# NGC 1866
NGC 1866 (другое обозначение — ESO 85-SC52) — рассеянное скопление в созвездии Золотой Рыбы. Находится в Большом Магеллановом Облаке (БМО), соседней карликовой галактике. Расстояние до него составляет около 163 тысяч световых лет. Этот объект входит в число перечисленных в оригинальной редакции «Нового общего каталога».

## Характеристики
NGC 1866 — самое массивное молодое рассеянное скопление в галактике БМО. Это также одно из самых массивных скоплений, сформировавшихся в БМО на протяжении последних 3 миллиардов лет. Это довольно яркое скопление, в Большом Магеллановом Облаке ярче его лишь пять скоплений: NGC 1818, NGC 1850, NGC 2004, NGC 2007 и NGC 2100. Однако все они значительно моложе NGC 1866. Его возраст составляет приблизительно 300 миллионов лет. Общая масса скопления оценивается в ~6×104 M⊙. 